# 금천 강씨
금천 강씨(衿川 姜氏)는 서울특별시 금천구를 본관으로 하는 한국의 성씨이다.

## 역사
금천 강씨 시조 강여청(姜餘淸)은 신라 때 시흥군(始興郡)으로 옮겨와서 금주(衿州)의 호족이 되었다. 강여청은 삼한벽상공신으로 신흥사에 벽화로 남아있다.
4세손인 강궁진(姜弓珍)은 고려를 건국할 때 왕건을 도와 삼한벽상공신(三韓壁上功臣)이 되었다.
강궁진의 아들 강감찬(姜邯贊)은 983년(성종 3) 과거 갑과에 장원으로 급제한 뒤 거란의 침입을 막은 공으로 추충협모안국공신(推忠協謀安國功臣)의 호를 받고, 1030년(현종 21) 문하시중(門下侍中)에 이르렀다.

## 본관
금천(衿川)은 현재의 서울특별시 관악구와 금천구 일대이다. 고구려의 잉벌노현(仍伐奴縣)인데, 신라가 곡양(穀壤)으로 고쳐서 율진군(栗津郡)의 영현(領縣)을 삼았다. 고려에서 금천(衿川)으로 고치어, 995년(성종 14) 단련사(團練使)를 두었다가 1005년(목종 8)에 폐지하였다. 1018년(현종 9)에 수주(樹州)의 속현이 되고, 1172년(명종 2) 감무를 두면서 독립하였다.
1414년(조선 태종 14)에 과천(果川)을 병합하여 금과현(衿果縣)이라 하였다가 두어 달 만에 폐지하고, 양천현(陽川縣)을 병합하여 금양현(衿陽縣)이라 하였다가 이듬해 다시 금천현(衿川縣)이라 하였다. 
세종실록지리지에 금천(衿川)의 토성(土姓)으로 이(李)·조(趙)·강(姜)·장(莊)·피(皮)·계(桂) 6성이 기록되어 있다.
1795년(정조 19)에 시흥현(始興縣)으로 바꾸었다. 1914년 과천군과 안산군의 일부를 시흥군에 편입하였다가 이후 다시 분리되었다. 1973년 서울특별시 관악구가 신설되고, 1995년 금천구(衿川區)가 신설되었다. 

## 과거 급제자
금천 강씨는 조선시대 문과 급제자 6명을 배출하였다.
무과
강인호(姜仁湖) 강흡(姜熻)    
문과
강봉휴(姜鳳休) 강석기(姜碩期) 강숙돌(姜叔突) 강응일(姜應一) 강찬(姜燦) 강희(姜曦)     
생원시
강문성(姜文星) 강문윤(姜文胤) 강석기(姜碩期) 강숙돌(姜叔突) 강유경(姜惟慶) 강준(姜濬) 강찬(姜燦) 강희(姜曦)   
진사시
강몽석(姜夢錫) 강문두(姜文斗) 강문명(姜文明) 강문상(姜文相) 강문수(姜文粹) 
강문정(姜文井) 강봉휘(姜鳳輝) 강봉휴(姜鳳休) 강약흥(姜若興) 강위(姜煒) 
강준(姜濬) 강찬(姜燦) 강형(姜炯)

## 조선 왕실과 인척 관계
- 소현세자(인조의 장남) 정비 민회빈 강씨

## 인구
- 2000년 2,064명
- 2015년 금천 강씨 973명 + 금주 강씨 43명 = 1,016명